# قناة دريم وركس
قناة دريم وركس هي شبكة التلفزيون التي تملكها وتشغلها دريم ووركس أنيميشن الدولية TV التابعة لشركة إن بي سي العالمية.
وقد تم التعاقد مع هيئة الإذاعة اتش بي أو آسيا في سنغافورة للتعامل مع التسويق والمبيعات والخدمات التقنية للقناة .
تتم معالجة حقوق برامج دريم وركس أنيمشن في الولايات المتحدة بواسطة نيتفليكس وشبكات أخرى. وستشكل برامج دريم وركس انيمشن في هيئة جديدة وأخرى مؤرشفة، وستبث القناة في الولايات المتحدة عبر فقرة تلفزيونية في جدول البرامج الصباحية  في أيام الأسبوع للشبكة الجديدة الشقيقة «يونيفرسال كيدز» التي ستطلق في الولايات المتحدة في 9 سبتمبر 2017 في محل القناة لشبكة سبروت الحالية.

## التاريخ
أعلنت دريم ووركس أنيميشن في التاسع من كانون الأول / ديسمبر من عام 2014 أنها سوف تعتزم إطلاق قناتها التلفزيونية الخاصة التي سيبدأ بثها في آسيا في أكثر من 19 بلدا في النصف الثاني من عام 2015.  أطلقت القناة يوم 1 أغسطس 2015 في تايلاند، حيث ستكون القناة
لأول مرة بالنسبة لدريم وركس انيمشن قناة تلفزيونية الخاصة بها في أي مكان من العالم كنتيجة لمشروع مشترك من خلال سي تي اتش.

## البرامج
المحتوى على القناة سيتكون أساسا من مسلسلات التي تنتجها دريم وركس انيمشن SKG  ومكتبة دريم ووركس الكلاسيكية.  ومع ذلك، لم يكن من المخطط أن تعرض أفلام الانيمشن الأصلية لدريم وركس على القناة.

### فقرة البرامج
- دريم وركس جونيور هي فقرة تبث برامج قناة دريم ووركس التي تستهدف الأطفال في سن ما قبل المدرسة يوميا كل صباح. وتشمل البرامج التي تبثها حاليا في هذه الفقرة هي خمن مع بسبس و «را را الأسد الصاخب». و الفقرة ستنافس مباشرة قنوات مشابهة كنيك جونيور وديزني جونيور..

### البرامج الحالية
| 3-2-1 Penguins!               |             |
| مغامرات بسبس ببوت             |             |
| الكل يحيي الملك جوليان        |             |
| كاسبر في المدرسة              |             |
| بدايات آل كروودز              | [ 5 ]       |
| داينوتراكس                    |             |
| حماة الأحلام                  |             |
| دريم وركس تنانين              |             |
| فيفي و الزهرات الصغيرات       | د.و جونيور. |
| جورج رجل الغاب                |             |
| خمن مع بسبس                   | د.و جونيور. |
| الوطن : المغامرات مع تيب وأوه |             |
| عرض سيد بيدبادي وشيرمان       | [ 5 ]       |
| حياتي أنا                     |             |
| نودي، محقق مدينة الألعاب      | د.و جونيور. |
| أوليفيا                       | د.و جونيور. |
| راا راا الاسد الصاخب          | د.و جونيور. |
| رماح سيارة السباق             | د.و جونيور. |
| الدب روبيرت، اتبع الخيال      | د.و جونيور. |
| حكايات تينغا تينغا            | د.و جونيور. |
| حكايات الخضار                 |             |
| حكايات الخضار في المنزل       |             |
| فولترون : المدافع الاسطوري    |             |

## الإصدارات
| السوق                       | نوع  | موعد إطلاق     | المصدر        |
| --------------------------- | ---- | -------------- | ------------- |
| تايلاند (باللغة الإنجليزية) | قناة | 1 أغسطس 2015   |               |
| تايلاند (التايلاندية)       | قناة | 1 سبتمبر 2015  |               |
| ماليزيا                     | قناة | 15 سبتمبر 2015 | [ 8 ]         |
| إندونيسيا                   | قناة | 2 مارس 2016    | [ 9 ]         |
| سنغافورة                    | قناة | 3 مارس 2016    | [ 7 ]         |
| هونغ كونغ                   | قناة | 1 أبريل 2016   | [ 10 ]        |
| ماكاو                       | قناة | 1 أبريل 2016   | [ 10 ]        |
| كوريا الجنوبية              | قناة | 3 مايو 2016    | [ 5 ]         |
| كوريا الجنوبية              | SVOD | 3 مايو 2016    | [ 5 ]         |
| الشرق الأوسط                | قناة | 1 أغسطس 2016   | [ 11 ] [ 12 ] |
| أفريقيا                     | قناة | 1 أغسطس 2016   | [ 11 ] [ 12 ] |

## وصلات خارجية
- الموقع الرسمي